# Laumesfeld
Laumesfeld là một xã trong vùng Grand Est, thuộc tỉnh Moselle, quận Thionville-Est, tổng Sierck-les-Bains. Tọa độ địa lý của xã là 49° 22' vĩ độ bắc, 06° 26' kinh độ đông. Laumesfeld nằm trên độ cao trung bình là 215 mét trên mực nước biển, có điểm thấp nhất là 234 mét và điểm cao nhất là 306 mét. Xã có diện tích 8,3 km², dân số vào thời điểm 1999 là 181 người; mật độ dân số là 21 người/km². Laumesfeld nằm khoảng 21 km về phía đông của Thionville, thuộc Pháp từ năm 1661.

## Thông tin nhân khẩu
| 1962 | 1968 | 1975 | 1982 | 1990 | 1999 |
| ---- | ---- | ---- | ---- | ---- | ---- |
| 190  | 242  | 223  | 217  | 180  | 181  |